# Lindknud - en landsby
|  | Denne artikel er oprettet af botten PalnaBot ud fra en ekstern database. Den kan derfor have sproglige fejl eller mangler. Denne skabelon kan fjernes efter kontrol af indholdet. |

Lindknud - en landsby er en film instrueret af Ib Makwarth efter eget manuskript.

## Handling
Ib Makwarth tegner her et intenst portræt af en typisk dansk landsby, Lindknud, som ligger i Sydjylland mellem Esbjerg og Kolding. Vi hører om, hvordan landsbyen så ud i gamle dage med vejtræer, rendestene og de mange forskellige butikker, der i dag er lavet om til beboelse. Foruden de erhvervsdrivende fortæller en lang række af Lindknuds beboere om deres syn på det meget aktive sociale og kulturelle liv, der finder sted på landsbyfællesskabets vigtige knudepunkter, hvor unge og gamle mødes: Kirkelivet med gudstjeneste, møder og koncerter, grillens natteliv, sportsaktiviteter med kaffeklub etc. Et broget mylder af liv, der fortæller en landsbys historie i moderne tid.